# Sengekantsfilm
Sengekantsfilm er en filmserie på otte danske erotiske lystspil instrueret af John Hilbard. Filmene blev produceret af filmselskabet Palladium og havde biografpremiere mellem 1970 og 1976. Ole Søltoft spillede hovedrollen i alle sengekantsfilmene, med undtagelse af film nr. 4, Motorvej på sengekanten.
Sengekantsfilmene er genremæssigt en blanding af lystspil, folkekomedie og pornofilm. I starten var der tale om blød erotik (softcore), men to af filmene har eksplicitte hardcore-sexscener: Der må være en sengekant og Sømænd på sengekanten. På dvd distribueres filmene både i komplet dansk version og i censureret svensk version (fx via det svenske Mazurka Collection box set, hvor en del hardcorescener er klippet ud af Der må være en sengekant og Sømænd på sengekanten).
Sømænd på sengekanten blev den sidste film produceret af Palladium. Det konkurrerende filmselskab Happy Film lavede en lignende serie Stjernetegnsfilm, ligeledes med Ole Søltoft i hovedrollen, men med eksplicit pornografiske indslag i samtlige film.
I 2021 udkom bogen Danmark på sengekanten af filmhistorikeren Brian Iskov, der omhandlede sengekant- og stjernetegnserierne, deres tilblivelse og de medvirkendes videre karriere.

## Filmene i serien
- Mazurka på sengekanten (1970)
- Tandlæge på sengekanten (1971)
- Rektor på sengekanten (1972)
- Motorvej på sengekanten (1972)
- Romantik på sengekanten (1973)
- Der må være en sengekant (1975)
- Hopla på sengekanten (1976)
- Sømænd på sengekanten (1976)